# Méthacrylate de butyle
Le méthacrylate de butyle est un composé chimique de formule CH2=C(CH3)COOCH2CH2CH2CH3. C'est l'ester d'acide méthacrylique CH2=C(CH3)COOH et de n-butanol CH3CH2CH2CH2OH. Il se présente sous la forme d'un liquide inflammable incolore à l'odeur désagréable très peu soluble dans l'eau. Ses vapeurs sont susceptibles de former des mélanges explosifs avec l'air. Il se décompose sous l'effet de la chaleur. Il tend à polymériser, avec une enthalpie de polymérisation de −60 kJ/mol ou −422 kJ/kg, de sorte qu'il est distribué avec des stabilisants, dont l'efficacité décroît avec la température et avec le temps.
Le méthacrylate de butyle peut être obtenu en faisant réagir de l'acide méthacrylique ou du méthacrylate de méthyle CH2=C(CH3)COOCH3 avec du n-butanol.
C'est un monomère utilisé pour produire des polymères incorporés dans des peintures, les revêtements, des résines, des adhésifs, des toners, des encres ou encore des additifs pour produits dentaires et médicaux.